# Brannenburg
Brannenburg è un comune tedesco di 5 663 abitanti, situato nel land della Baviera.